# Helmut Dantine
Pour les articles homonymes, voir Dantine.
Helmut Dantine est un acteur d'origine autrichienne, de son vrai nom Helmut Guttman, né à Vienne (Autriche) le 7 octobre 1917, mort à Beverly Hills (Californie, États-Unis) le 2 mai 1982.

## Biographie
Il effectue son apprentissage au cinéma en Autriche, mais l'avèment du nazisme freine son début de carrière (il est de confession juive). Brièvement emprisonné en camp de concentration après l'Anschluss (1938), il parvient néanmoins à quitter son pays natal et à gagner en 1940 les États-Unis, où il s'installe définitivement.
Sous contrat à la Warner Bros., il est surtout connu pour les films qu'il tourne dans les années 1940 (il interprète à plusieurs reprises des officiers nazis !), aux côtés d'Errol Flynn et Humphrey Bogart, entre autres. Il participe aussi à Guerre et Paix en 1956, avec Audrey Hepburn, Mel Ferrer et Henry Fonda. Il est également coproducteur de trois films en 1974-1975 (avant un dernier en 1979), et réalisateur d'un seul en 1958, Thundering Jets.
Au théâtre, il joue à Broadway dans deux pièces, en 1947 et 1950.
À la télévision, il apparaît dans des séries et un téléfilm, entre 1949 et 1976.

## Filmographie partielle
- 1942 : To Be or Not to Be d'Ernst Lubitsch
- 1942 : Casablanca (non crédité) de Michael Curtiz
- 1942 : Madame Miniver (Mrs. Miniver) de William Wyler
- 1943 : L'Ange des ténèbres (Edge of Darkness) de Lewis Milestone
- 1943 : Mission à Moscou (Mission to Moscow) de Michael Curtiz
- 1943 : Du sang sur la neige (Northern Pursuit) de Raoul Walsh
- 1944 : Passage pour Marseille (Passage to Marseille) de Michael Curtiz
- 1944 : Hollywood Canteen de Delmer Daves : Cameo
- 1945 : Hôtel Berlin (Hotel Berlin) de Peter Godfrey
- 1946 : Shadow of a Woman de Joseph Santley
- 1947 : Whispering City de Fedor Ozep
- 1953 : Appelez-moi Madame (Call Me Madam) de Walter Lang
- 1954 : Stranger from Venus de Burt Balaban
- 1956 : Guerre et Paix (War and Peace) de King Vidor
- 1956 : Alexandre le Grand (Alexander the Great) de Robert Rossen
- 1958 : La Tempête (La Tempesta), d'Alberto Lattuada
- 1958 : Tonnerre sur Berlin (Fräulein) de Henry Koster
- 1965 : Opération Crossbow (Operation Crossbow) de Michael Anderson
- 1974 : Apportez-moi la tête d'Alfredo Garcia (Bring me the Head of Alfredo Garcia) (+ coproducteur) de Sam Peckinpah
- 1975 : Tueur d'élite (The Killer Elite) (+ coproducteur) de Sam Peckinpah
- 1975 : Le Vent de la violence (The Wilby Conspiracy) (+ coproducteur) de Ralph Nelson
- 1979 : Le Cinquième Mousquetaire (The Fifth Musketeer) de Ken Annakin

## Théâtre (à Broadway)
- 1947 : L'Aigle à deux têtes (The Eagle has Two Heads), pièce de Jean Cocteau adaptée par Ronald Duncan, avec Tallulah Bankhead
- 1950 : La Parisienne (Parisienne), pièce d'Henry Becque adaptée par Ashley Dukes, avec Romney Brent, Faye Emerson